# Ґлінкі (Іновроцлавський повіт)
Ґлінкі (пол. Glinki) — село в Польщі, у гміні Роєво Іновроцлавського повіту Куявсько-Поморського воєводства.
Населення — 59 осіб (2011).
У 1975-1998 роках село належало до Бидгощського воєводства.

## Демографія
Демографічна структура станом на 31 березня 2011 року:
|          | Загалом | Допрацездатний вік | Працездатний вік | Постпрацездатний вік |
| -------- | ------- | ------------------ | ---------------- | -------------------- |
| Чоловіки | 34      | 8                  | 25               | 1                    |
| Жінки    | 25      | 3                  | 18               | 4                    |
| Разом    | 59      | 11                 | 43               | 5                    |